# تریستان بنیامین
تریستان بنیامین (انگلیسی: Tristan Benjamin؛ زادهٔ ۱ آوریل ۱۹۵۷) بازیکن فوتبال اهل بریتانیا است.
از باشگاه‌هایی که در آن بازی کرده‌است می‌توان به باشگاه فوتبال چسترفیلد، باشگاه فوتبال شپشد دینامو، باشگاه فوتبال نوتس کانتی، و باشگاه فوتبال کوربی تاون اشاره کرد.